# Corinna A. Horn
Corinna Ariadne Horn (* 19. Februar 1978 in Berlin) ist eine deutsche Schauspielerin.

## Leben
Corinna Ariadne Horn stand bereits mit acht Jahren vor der Kamera. Sie moderierte 1986 die DDR-Kindersportsendung „Mach mit, mach’s nach, mach’s besser“. Nachdem sie ihr Abitur abschloss und einige Jahre durch Europa gereist war, studierte sie von 2001 bis 2005 an der Hochschule „Ernst Busch“ in Berlin Schauspiel. Neben dem Schauspiel gehört auch das Tanzen (u. a. Jazz Dance, Modern Dance, Standardtänze) zu ihren Hobbys.
Bekannt wurde sie durch ihre Rolle als Justizvollzugsbeamtin Daniela Kallweit in der RTL-Serie „Hinter Gittern“ die sie von 2005 bis 2006 spielte. Zwischenzeitlich war sie ebenfalls in der TV-Produktion „Ab heute per du“ zu sehen.
Ihre Cousine Anna-Tania Horn arbeitet ebenfalls als Schauspielerin.

## Filmografie
- 2004: Ab heute per du (Kurzfilm)
- 2005–2006: Hinter Gittern – Der Frauenknast, Folge 346–379
- 2006: Für A…
- 2007–2009: Wege zum Glück, Folge 334–789